# Río Wümme
El Wümme es un río en el norte de Alemania, en los estados de Baja Sajonia y Bremen. Constituye el límite entre los dos estados durante parte de su curso. Es el principal afluente del Lesum.
El largo del Wümme es de 121 km. Si se incluye el Lesung, de 9,9 km, que fluye hacia el río Weser, su largo total es de 131.2 km.
La fuente del río está en la parte más alta del Lüneburger Heide. Al oeste de Rotenburg, recibe las aguas del Rodau y del Wiedau. El Wümme desde la izquierda y el Hamme por la derecha se combinan cerca de Wasserhorst (parte de Blockland (Bremen)) para formar el Lesum.
Los poblados sobre el río Wümme son Lauenbrück, Scheeßel, Rotenburg, Ottersberg, Fischerhude, Lilienthal y Bremen.